# Joseph Walter Mountin

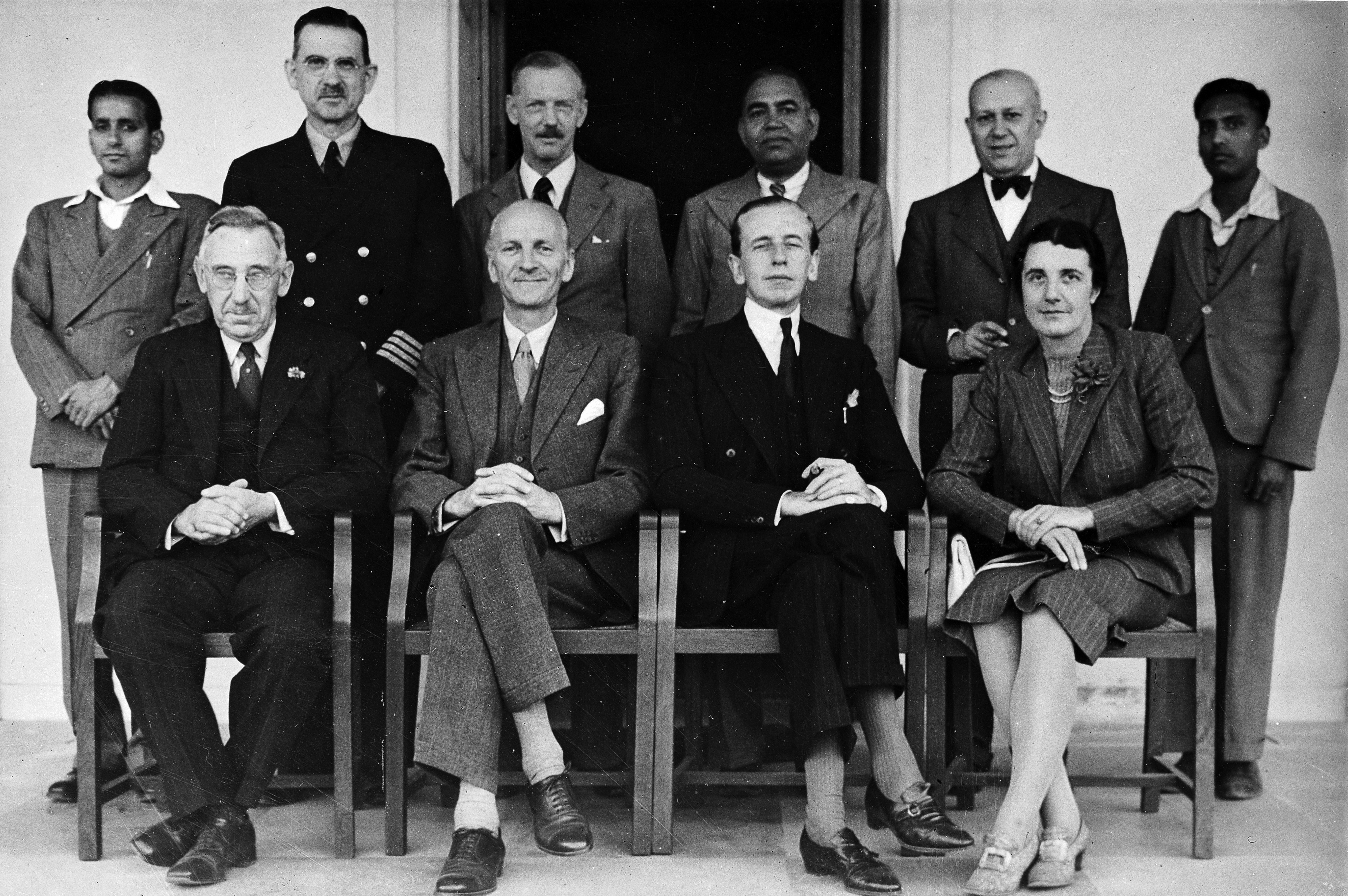
Stehend. Zweiter von links: Joseph W. Mountin, zweiter von rechts: Henry E. Sigerist. Sitzend. Von links nach rechts: John H. L. Cumpston, John A. Ryle, Weldon Dalrymple-Champneys und Janet Vaughan. --- Vor einer Klinik in Lahore 1944.

Joseph Walter Mountin (* 13. Oktober 1891 in Hartford, Wisconsin; † 26. April 1952 in Washington, D.C.) war ein US-amerikanischer Arzt im öffentlichen Gesundheitswesen.

## Leben und Wirken
Als eines von sieben Kindern wurde Mountin in eine mittelständische Farmerfamilie geboren. 1895 erkrankten der vierjährige Joseph und sein fünfjähriger Bruder Ned an Diphtherie. Ned starb und Joseph überlebte. An der Marquette University erlangte er 1914 den Titel eines Doctor of Medicine (M.D.) und 1916 den Titel eines Bachelor of Science (B.Sc.).
Am «Milwaukee County Hospital» und am «Chicago Lying-In Hospital» erhielt er seine klinische Ausbildung, bevor er ab August 1917 als wissenschaftlicher Assistent beim «United States Public Health Service» angestellt wurde. Er wurde damit betraut, die Umgebung von temporären Militärlagern, die während des Ersten Weltkrieges in Louisville, in Des Moines und in Waco errichtet wurden, sanitär abzusichern. Im Juli 1918 wurde er zum «assistant surgeon» ernannt. Er erhielt Schulungen in Quarantäne-Organisation, im Marine-Spitalwesen und in der Verwaltung im Gesundheitswesen. Von 1921 bis 1926 war er im Tri-State Sanitary District von Joplin angestellt und organisierte den Gesundheitsdienst im Bundesstaat Missouri. Er entwickelte u. a. Programme für die Kontrolle von Malaria, Trachom und Tuberkulose.

### Weltwirtschaftskrise

#### Herbert Hoover
Nach der Depression 1929 drängte Präsident Hoover zur Lösung der ökonomischen Probleme auf eine Verbesserung der Produktionseffektivität. Das betraf auch das Gesundheitswesen. Das Jahrestreffen der American Public Health Association von 1932 stand unter dem Motto: „Maintaining Health Efficiency in Times of Distress.“ („Aufrechterhaltung der Leistungsfähigkeit des Gesundheitswesens in Zeiten der Not.“)

#### Franklin D. Roosevelt – New Deal
Unter dem Begriff des New Deal setzte die Präsidentschaft von Franklin D. Roosevelt (1933–1945) neue Akzente auch für das amerikanische Gesundheitswesen. Es wurden Gesetze erlassen, um die schlimmsten Mängel zu verringern und um auf die Bedürfnisse der Bevölkerung einzugehen. Im Gesundheitswesen war diese Bewegung vor allem mit drei Namen verbunden:
- Thomas Parran junior, von 1936 bis 1948 vom jeweiligen Präsidenten direkt ernannter Sanitätsinspekteur der Vereinigten Staaten
- Charles-Edward Amory Winslow, Bakteriologe und von 1915 bis 1945 Lehrstuhlinhaber des «Yale Department of Public Health» der «Yale Medical School»
- Joseph Walter Mountin, verantwortlich für die Umsetzung des New Deal auf dem Gebiet der Gesundheitsdienste

1933 bis 1934 wurde Mountin als Chef einer vom «United States Public Health Service» errichteten «Abteilung zum Studium des Öffentlichen Gesundheitswesens» («Office of Studies of Public Health Methods») nach Washington geschickt. Im Oktober 1934 kam er zum Schluss, dass es notwendig sei, in den einzelnen Gebieten stichprobenartig zu untersuchen, welche medizinischen Dienste einzelne Familien erhalten hatten. Die Ergebnisse dieser Untersuchungsmethode wurden später Prozessqualität genannt. Im Rahmen des New Deal wurde im Gesundheitswesen das Augenmerk vermehrt auf die Gesundheitsversorgung gerichtet. Dazu schrieb Mountin im Juli 1934 in einem Gutachten:
„Bis heute haben sich die Gesundheitsabteilungen hauptsächlich mit der Krankheitsverhütung beschäftigt. Bei diesem Ansatz wird vor allem mit Aufklärung und Verordnung gearbeitet. Heute wird anerkannt, dass Verhütungsmaßnahmen und Behandlungsmaßnahmen eng miteinander verknüpft sein müssen und dass jeder wissenschaftliche Fortschritt einen höheren Personalaufwand in der Verwaltungsarbeit erfordert.“
1938 bis 1941 veröffentlichte Mountin 12 Berichte mit Analysen von Krankenhausstrukturen aus dem ganzen Land. Diese Berichte dienten als Grundlage für den unter Präsident Roosevelts New Deal initiierten und 1946 erlassenen Hospital and Health Center Construction Act, auch Hill–Burton Act genannt.

### Indisches Bhore Committee
Im Herbst 1944 wurde Mountin von der Indischen Kolonialregierung eingeladen, in einer Gruppe von ausländischen Ärzten das Land zu bereisen und die Strukturen des dortigen Gesundheitswesens zu analysieren. Diese Analyse diente dem Indischen «Bhore Committee», das 1943 durch Sir Joseph William Bhore (1878–1960) gegründet wurde, als Argumentationshilfe für einen 1946 abgeschlossenen Report mit Empfehlungen zum Aufbau eines strukturierten Gesundheitssystems in Indien. Im Gegensatz zu dem ebenfalls zur Gruppe der ausländischen Ärzte gehörenden Henry E. Sigerist war Mountin der Ansicht, die indischen Industriearbeiter sollten nicht über eine zu gründende Versicherung gegen Krankheit abgesichert werden, sondern, wie die indischen Bauern, direkt durch medizinische Dienste des Staates versorgt werden. Sigerist argumentierte, die Gründung einer Versicherung für die noch geringe Anzahl von indischen Industriearbeitern sei schneller zu organisieren als der Aufbau einer staatlichen Versorgung und so kämen die Industriearbeiter schneller in den Genuss medizinischer Versorgung.

### Framingham Herzstudie
1947 veranlasste Mountin die Framingham-Herz-Studie.

## Werke (Auswahl)
- Preventive Medicine in Private Practice. 1925
- United States. & J. W. Mountin. Study of public health service. Seattle, Washington. Washington 1932
- Modern trends in Public Health Administration County Health Work. 1934
- J. W. Mountin, E. H. Pennell, E. E. Flook & United States. Experience of the health department in 811 counties, 1908–34. Washington, D.C: United States Government Printing Office. 1936
- J. W. Mountin, J. G. Townsend & United States. Observations on Indian health problems and facilities. Washington, D.C: U.S. G.P.O. 1936
- J. W. Mountin, E. H. Pennell, E. E. Flook & United States. Illness and medical care in Puerto Rico. United States Government Printing Office. Washington D.C. 1937
- J. W. Mountin, A. J. Borowski, H. O’Hara & United States. Variations in the form and services of public health organizations. 1938
- J. W. Mountin, E. K. Hankla, G. B. Druzina & United States. Ten years of federal grants-in aid for public health, 1936–1946. Federal Security Agency, Public Health Service, Washington D.C. 1948
- Zusammen mit Elliot H. Pennell und Anne G. Berger. Health service areas. Estimates of Future Physician Requirements. U.S. Government Printing Office, Washington 1949 (Digitalisat)